# Leucita
La leucita es un mineral de la clase 9 (silicatos), según la clasificación de Strunz. Es un aluminosilicato potásico que se encuentra ordinariamente en grupos de cristales o en agregados granosos de color gris claro y en ocasiones amarillento o rojizo con brillo vítreo, semitraslúcidos o traslúcidos solo en los bordes. Tiene una dureza de 5,5 y 6 y una densidad de 2,5 g/cm³
Los cristales tienen forma de icositetratedro regular. Estas formas, sin embargo deben considerarse como un caso de mimetismo, ya que dichos cristales están formados por un agregado de laminillas microscópicas dotadas de doble refracción. Calentándolos a 265 °C, dichos cristales se vuelven isótropos y regulares. Pero al enfriarlos aparece de nuevo en ellos la birrefringencia y la estructura antes citada.
La leucita se descompone fácilmente, dando caolín y las soluciones de compuestos sódicos la convierten en analcima.
Fue descubierto por primera en Monte Somma en la ciudad italiana de Nápoles Metropolitana y fue descrito en 1791 por Abraham Gottlob Werner.

## Formación y yacimientos
La leucita se encuentra únicamente en rocas eruptivas de origen terciario más moderno. Es uno de los componentes principales de ciertos basaltos, traquitas y fonditas, aunque a veces solo con ayuda el microscopio pueda reconocerse en estas rocas.